# 후르간
후르간(扈爾干, ‍ ᡥᡡᡵᡤᠠᠨ Hūrgan, ?-1582)은 나라씨(那拉氏)로, 16세기 해서여진(海西女眞) 하다(Hada, 哈達)부의 수장이다. 왕타이(王台)의 장남이다.

## 생애
후르간은 완한(Wan han, 萬汗) 왕타이의 장남으로, 딸 아민저저(Aminjeje, 阿敏哲哲)를 청(淸) 태조(太祖) 누르하치(Nurhaci, 努爾哈赤)와 결혼시켰다. 왕타이 사후, 후르간은 버일러(貝勒) 직을 승계하였다. 그러나 왕타이의 사생아 캉구루(Kanggūru, 康古魯)가 불복하면서 후르간에게 도전하였고, 그 결과 캉구루는 적대하지 못하고 여허(Yehe, 葉赫)에 투항하였다.
만력(萬曆) 10년(1582) 8월, 후르간과 조가성(兆佳城) 성주 이대(李岱)가 누르하치 관할의 호제채(瑚濟寨)를 약탈하였다. 당시 누르하치가 이제 막 기병하였고, 누르하치 부하 안피양구(安費揚古)와 바손(巴遜)은 간신히 12명을 데리고 추격하였음에도 후르간 등을 격파하였으며 하다 병사는 40명이
살해되었다. 얼마 후 후르간이 병사하면서 어린 동생 멍거불루(Menggebulu, 孟格布祿)가 버일러직을 이었다.
후르간은 다이샨(Daišan, 岱善)이라는 아들이 있었다. 다이샨은 멍거불루, 그리고 후르간의 사망 소식을 접한 캉구루와 함께 쟁탈전을 벌였다. 이로 인해 하다는 급격히 쇠락하였다.

## 같이 보기
- 여진의 지도자 목록